# Savigny-lès-Beaune
Savigny-lès-Beaune – miejscowość i gmina we Francji, w regionie Burgundia-Franche-Comté, w departamencie Côte-d’Or.
Według danych na rok 1990 gminę zamieszkiwały 1392 osoby, a gęstość zaludnienia wynosiła 39 osób/km² (wśród 2044 gmin Burgundii Savigny-lès-Beaune plasuje się na 161. miejscu pod względem liczby ludności, natomiast pod względem powierzchni na miejscu 106.).